# Kateryna Lasarewska

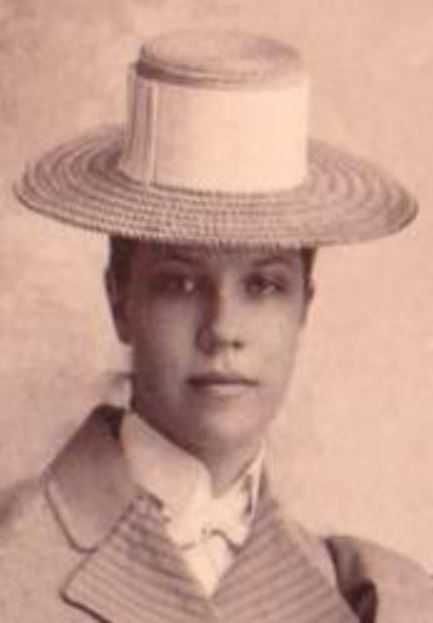
Kateryna Lasarewska

Kateryna Oleksandriwna Lasarewska (ukrainisch Катерина Олександрівна Лазаревська, * 1. September 1879 im Gouvernement Tschernigow; † 16. September 1939 in Kiew) war eine sowjetische Historikerin.

## Leben
1897 schloss sie ein privates Frauengymnasium und 1904 eine Kiewer Kunstschule ab. Ihr Vater Oleksandr Lasarewskyj lehrte sie das Arbeiten mit historischen Dokumenten und sie spezialisierte sich auf das Gebiet der Archivkunde des 17.–18. Jahrhunderts.
Sie hatte mehrere Positionen an der Akademie der Wissenschaften. Sie war Paläografin der historisch-philologischen Fakultät, seit 1919 ständige Mitarbeiterin der Kommission zur Zusammenstellung des historisch-geografischen Wörterbuchs der Ukraine und bis 1928 Mitglied der Kommission zur Erstellung eines historischen Wörterbuchs der ukrainischen Sprache. Von 1925 bis 1928 war sie ständige Mitarbeiterin, Sekretärin und kommissarische Leiterin der Kommission zur Erforschung der Geschichte der Linksufrigen- und Sloboda-Ukraine. Ab 1927 war sie Mitarbeiterin und von 1930 bis 1933 Sekretärin der archäografischen Kommission und von 1928 bis 1930 Mitarbeiterin der Kommission zur Erforschung der neuen ukrainischen Geschichtsschreibung. 1934 war sie wissenschaftliche Mitarbeiterin des Historisch-Archäografischen Instituts.
Sie war das Ziel der Verfolgung durch Parteiorgane und wurde 1934 aus allen Positionen der Akademie der Wissenschaften entlassen. Seit 1936 war sie Mitarbeiterin der Handschriftenabteilung der Wernadskyj-Nationalbibliothek. Sie war die Autorin mehrerer Quellenwerke zur Geschichte der Zünfte in den Regionen Kiew und Tschernihiw und bereitete den 2. Band der Ukrainischen Archäografischen Sammlung (Kiew, 1927) vor, der ihrem Vater und der Geschichte der Familie gewidmet war. Außerdem stellte sie Register für die Publikation Beschreibung des Fürstentums Nowgorod-Sewerski (Kiew, 1931) zusammen.